# La Torreta
La Torreta är en bergstopp i Spanien.   Den ligger i provinsen Província de Tarragona och regionen Katalonien, i den östra delen av landet, 400 km öster om huvudstaden Madrid. Toppen på La Torreta är 765 meter över havet, eller 635 meter över den omgivande terrängen. Bredden vid basen är 11,8 km.
Terrängen runt La Torreta är kuperad åt nordväst, men åt sydost är den platt. Havet är nära La Torreta åt sydost. La Torreta är den högsta punkten i trakten. Närmaste större samhälle är Sant Carles de la Ràpita, 5,9 km öster om La Torreta. 